# ロビン・ウィリアムズのもしも私が大統領だったら…
『ロビン・ウィリアムズのもしも私が大統領だったら…』（原題: Man of the Year）は、2006年にアメリカで公開されたコメディ映画。日本では劇場公開されずビデオスルーになった。ロビン・ウィリアムズが演じるトム・ドブズは、大体が実在の司会者ジョン・スチュワートに基づいて描かれている。例えば、400万人からのメールに鼓舞され、その後スチュワートは大統領選に出馬することを決めたことなどがある。

## ストーリー
トム・ドブズは風刺ニュース番組の司会者で、分断を招く利益誘導政治に対する国民の不満に応えている。ドブズは、大統領に立候補すべきという視聴者の提案を一笑に付したが、ネット上の支持を受けて選挙運動の開始を番組で発表した。彼は13の州で投票用紙に名前が載り、民主党現職のケロッグ大統領、共和党候補のミルズ上院議員との全国討論会に参加する。
エレノア・グリーンは、大統領選挙で使われる投票機械を製造しているデラクロワ投票機会社で働いている。投票日の直前、エレノアは投票システムが正しく機能していないことに気づき、社長のジェームズ・ヘミングスに電子メールで連絡するが、ヘミングスはそのメールを削除する。ドブズは選挙運動を少し真面目に受け止め過ぎており、マネジャーのジャック・メンケンと番組プロデューサーのエディ・ラングストンを残念がらせる。大統領選挙討論会の夜、他の候補者の態度にうんざりしたドブズはコメディに立ち戻り、真剣な議論をしながらも聴衆を笑わせ続けた。彼は選挙活動でショーマンとしての立場を保ち、政治情勢を揺るがし、世論調査での支持は急上昇したものの、依然としてケロッグやミルズには遠く及ばない。
投票日、初期の投票状況では、エレノアが投票システムがそう示すであろうと予想したとおり、ケロッグがミルズを全ての州でリードしていることが示された。ドブズは投票対象となっている13州全てで圧勝し、大統領に選出されるのに十分な選挙人を獲得した。エレノアがデラクロイ社のシステムの欠陥についてヘミングスを問い詰めるが、上級幹部のスチュワートは彼女の言ったことを受け流す。ドブスと彼のチームがショックから祝賀へと転ずる一方、エレノアは自宅で襲撃され、注射を打たれる。翌日、彼女は異常な行動を示し病院に送られ、検査の結果、高濃度の違法薬物が検出される。彼女の同僚のダニーが訪ねてきて、彼が昇進したと彼女に言うが、彼女はそれは会社の上層部が彼を買収するためのものだと考える。彼は、彼女が麻薬を常習しており何を言っても誰も耳を貸さないと説得しようとするが、彼女はドブズは自分の言うことを信じてくれると考える。
FBI捜査官になりすましてワシントンを訪れたエレノアは、最近デラクロイ社から解雇されたとドブス氏に説明するが、選挙結果について説明する前にドブズは彼女から引き離されてしまう。ドブズはデラクロイの本社に電話してエレノアに連絡を取ろうとするが、ヘミングスはエレノアは麻薬問題で解雇されたと説明する。
エレノアはデラクロイのシステムの欠陥を突き止める。実際の投票結果に関係無く、システムは苗字の中に2つ続く文字がある候補者を、そしてそのような苗字を持つ候補者が複数いる場合は、それらの文字のアルファベット順に勝者を決めるため、Do''bb''sがKello''gg'' に勝ち、Kello''gg''がMi"ll"sに勝つことになる。エレノアはドブズに電話し、ドブズは友人たちと感謝祭のお祝いに彼女を連れて行く。彼女に夢中になった彼は、彼女の薬物問題については既に知っていると言うが、彼女はそれを否定し、立ち去る前に選挙結果は間違っていると告げる。ドブズはエレノアに電話し、翌日このことを発表すると伝える。彼女はダニーに電話し、ダニーはスチュワートに報告する。スチュワートは、エレノアがドブズのために選挙結果を操作しようとして捕まったが、実際の投票結果には影響を与えなかったと発表し、ドブズの機先を制した。ドブズのチームは彼を除いてエレノアと敵対するようになる。エレノアは自分の安全がますます心配になり、デラクロイ社の手先がモーテルの彼女の部屋に侵入し彼女のコンピューターを盗み出すのを目撃する。
彼女は混雑したショッピングモールに逃げるが、デラクロイ社の手先に追われ捕まってしまう。彼女は逃げ出し、公衆電話からドブズに電話をかけるが、別のデラクロイの手先がトラックで彼女が電話している電話ボックスに突っ込む。ドブズは現場に行き、負傷したエレノアと救急車の中で話し、彼女は真相をドブズに信じさせる。
ドブズの友人たちは、世論調査では国民の60％がドブズの就任を望んでいることからドブズが大統領の地位に留まるよう勧める。その夜、サタデー・ナイト・ライブのウィークエンド・アップデート・コーナーに招待されたドブスは、デラクロイの投票システムに欠陥があったこと、エレノアが上司に話したが上司がそれを隠蔽し彼女を黙らせたこと、そして、実施されるべきやり直しの選挙には出馬しないことを発表する。
ケロッグ大統領は2期目の資格を得て、ドブズはエレノアをプロデューサーに（後に妻となる）を迎えて、風刺ニュース番組の司会に復帰し、デラクロイ社の幹部は逮捕される。タイム誌はドブスを「マン・オブ・ザ・イヤー」に選出した。

## キャスト
| 役名                 | 俳優                       | 日本語吹替 |
| -------------------- | -------------------------- | ---------- |
| トム・ドブス         | ロビン・ウィリアムズ       | 江原正士   |
| エレノア・グリーン   | ローラ・リニー             | 坪井木の実 |
| ジャック・メンケン   | クリストファー・ウォーケン | 有本欽隆   |
| スチュアート         | ジェフ・ゴールドブラム     | 大塚芳忠   |
| エディ・ラングストン | ルイス・ブラック           | 塩屋浩三   |
| 本人役               | ティナ・フェイ             |            |
| 本人役               | エイミー・ポーラー         |            |

## スタッフ
- 監督・脚本：バリー・レヴィンソン
- 製作：デヴィッド・ロビンソン、ジェームズ・G・ロビンソン
- 製作総指揮：ガイ・マケルウェイン、デヴィッド・コートスワース、ロブ・フリード
- 撮影：ディック・ポープ
- 音楽：グレーム・レヴェル
- 編集：スティーヴン・ワイズバーグ、ブレア・デイリー

## キャスティング
監督のバリー・レヴィンソンは、トム・ドブス役にはもともとハワード・スターンを考えていたが、スケジュールの都合でキャンセルとなった。

## 評価

### 興行収入
2006年10月13日に公開され、初週に$12,299,380を稼ぎ興行収入ランキングで3位となった。最終的に全米で$37,327,390、その他の国で$3,910,258を稼ぎ合計が$41,237,648となった。

### 批評家の反応
批評家からは否定的な評価を受けた。Rotten Tomatoesでは142件のレビュー中21%が本作を支持し、平均点は4.4/10となった。Metacriticでは30のレビュー中好意的なものが4で、平均点は100点満点中39点だった。多くの批評家は序盤のコメディ調から企業の陰謀へと急激に変化する点に言及し、序盤のユーモアは独創性がなくジョン・スチュワートやスティーヴン・コルベア人物をモデルにしたキャラクターとはいえないと批判された。ある批評家は序盤の政治的なユーモアが面白く的を射ていると主張したが、企業の陰謀へと変化したことでその効果が壊れてしまうとも語った。Salon.comの映画評論家ステファニー・ザケレクは「本作はコメディ、政治スリラー、ラブストーリーのすべてに挑戦したが失敗した。総じて、非難する振りをした無能な政治家のようだ」と評した。
Reelviews.netのジェームズ・ベラルディネリは「伝えたい点がたくさん盛り込んであるが、一貫性が失われ内容も伝え切れなかった」と評した。